# Aniassué
Aniassué è una città e sottoprefettura della Costa d'Avorio appartenente al  dipartimento di Abengourou. Conta una popolazione di 40 498 abitanti (censimento 2014).